# Цинькало
Ци́нькало — гуцульський народний музичний інструмент, ударний ідіофон, мідна, дископодібна тарілка з чашечкою посередині.
Діаметр тарілки зазвичай 25-30 см (тарілки до малих бубнів трохи менші), діаметр лунки 7-8 см, глибина лунки 2 см. Робляться з бронзи («мосєжної блєхи») шляхом обточення й обрізання з наступним вибиванням лунки. В наші часи — зазвичай на верстаті.
Звуковидобування відбувається ударом фігурної дерев'яної палички подібної до цимбальної, але трохи більшої, що має назву палце́ток або балце́ток. Удари тарілкою по тарілці використовуються дуже рідко, у маршах або в сучасних духових оркестрах.
Як окремий інструмент використовується рідко, зазвичай прикріплюється зверху до великого барабана — бубна. Іноді підвішується трохи вільніше на відстані від стояка бубна і тоді дає можливість ударами в центр та по краю тарілки отримувати різні за висотою звуки, що практикується, зокрема, ансамблями де немає цимбал. Маленьке цинькало може використовуватись як додаткове шумове пристосування до бубеньбаса та решітко.

## Варіанти назви
- Кружо́к — зафіксовано в зоні Космач — Брустури — Шепіт і на Черемоші.
- Дзи́нькало — на Чорній Тисі.